# Fuerzas Armadas de Haití
Las Fuerzas Armadas de Haití (en francés: Forces Armées d'Haïti, en criollo haitiano: Fòs Lame d'Ayiti) son las fuerzas militares de la República de Haití, están compuestas por el Ejército haitiano, la Armada haitiana y el Cuerpo de Aviación de Haití. La Fuerza tiene alrededor de 2000 efectivos activos en 2023, con el ejército y el cuerpo de aviación activos y personal de la marina aún en proceso.
El ejército haitiano se originó durante la Revolución Haitiana como el Ejército Indígena (en francés: Armée Indigène) que luchó por la independencia, que fue declarada formalmente el 1 de enero de 1804. Haití se convirtió en un país militarizado durante las siguientes décadas para proteger su independencia de un posible regreso de las tropas francesas, y como resultado, los militares dominaron el gobierno y la administración, con el surgimiento de una élite militar que tenía el poder político y económico en el país. El ejército se reorganizó en la década de 1880, y se dividió entre un pequeño ejército activo que experimentó la reforma y un ejército de reserva mucho más grande que consistía en las antiguas fuerzas. También había una pequeña armada. Entre 1804 y 1915, todos excepto uno de los 26 jefes de Estado de Haití eran oficiales militares.
El Ejército Indígena se disolvió durante la ocupación estadounidense de Haití en 1915 y fue reemplazado por la Gendarmería (en francés: Gendarmerie d'Haïti), entrenada y dirigida por los estadounidenses. En 1934, pasó a llamarse en francés: Garde d'Haiti y volvió al mando haitiano, antes de pasar a llamarse Ejército de Haití en 1947. Finalmente, pasó a llamarse Fuerzas Armadas de Haití en 1958 durante el gobierno de François Duvalier. Después de años de interferencia militar en la política, incluidas docenas de golpes de estado y intentos de golpe de Estado militares, Haití disolvió su ejército en 1995. Ese mismo año se creó la Policía Nacional de Haití para hacerse cargo de la seguridad.
El 17 de noviembre de 2017, el presidente Jovenel Moise restableció las fuerzas armadas. El ejército se restableció en 2018. El presidente suspendió las órdenes ejecutivas anteriores del entonces presidente Jean-Bertrand Aristide, quien suspendió y disolvió las fuerzas armadas el 6 de diciembre de 1995.
A partir de 2024, se estima que el número de miembros activos oscilará entre 1500 y 2000.
Se planes que el ejército llegue a tener unos 5000 efectivos.

## Historia

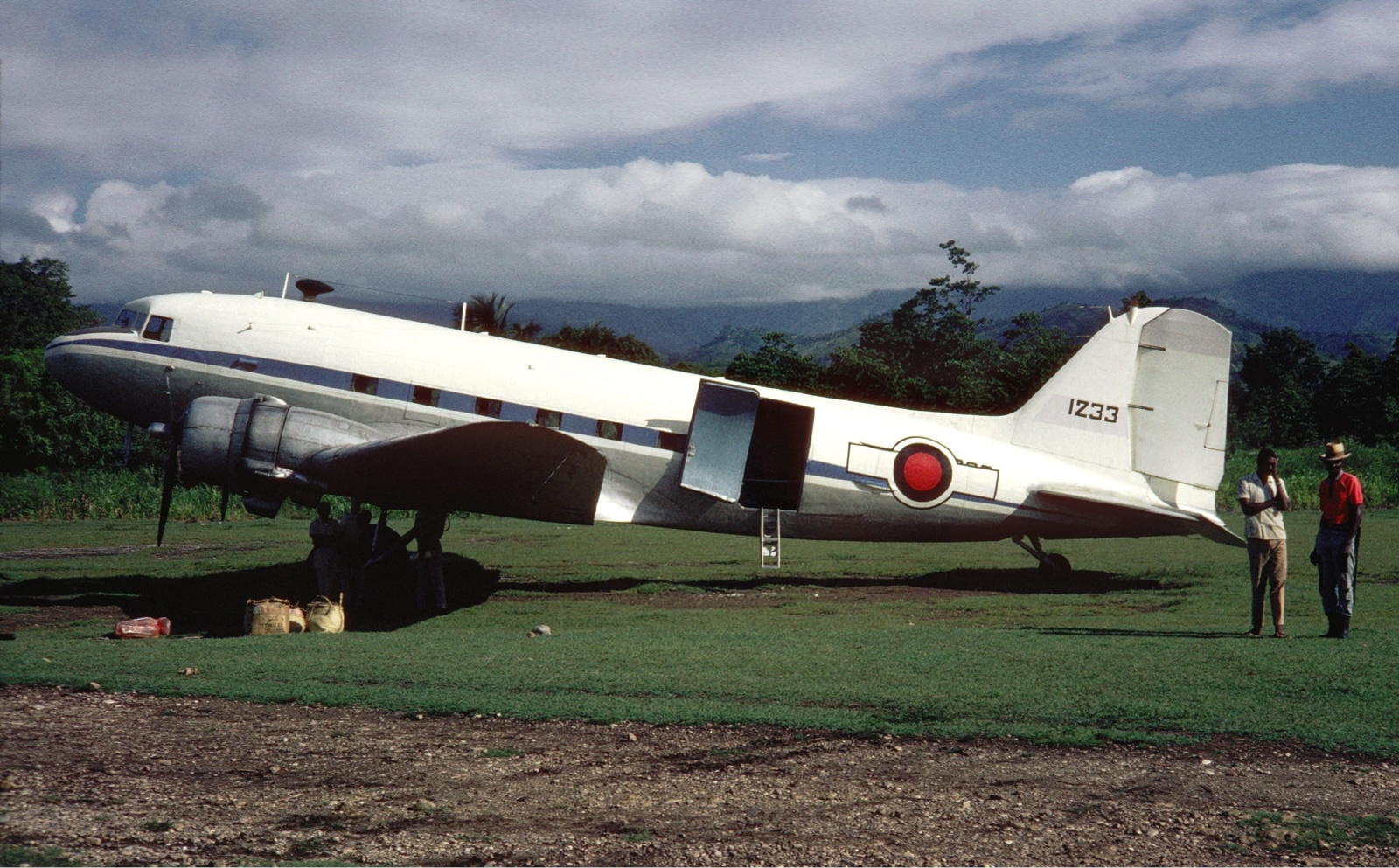
Douglas DC-3 de la Fuerza Aérea de Haití en octubre de 1969.

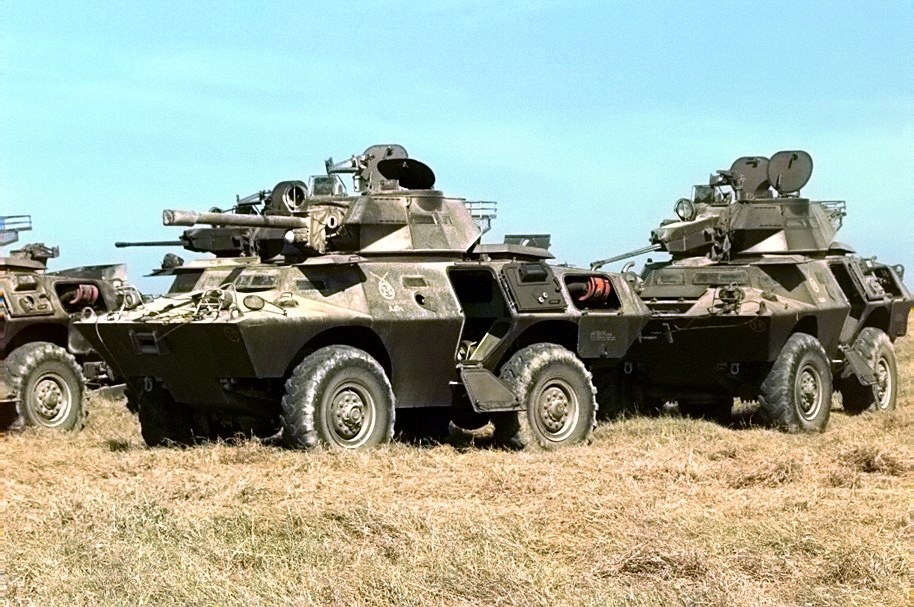
Cadillac Gage Comandos del ejército haitiano el 24 de septiembre de 1994.

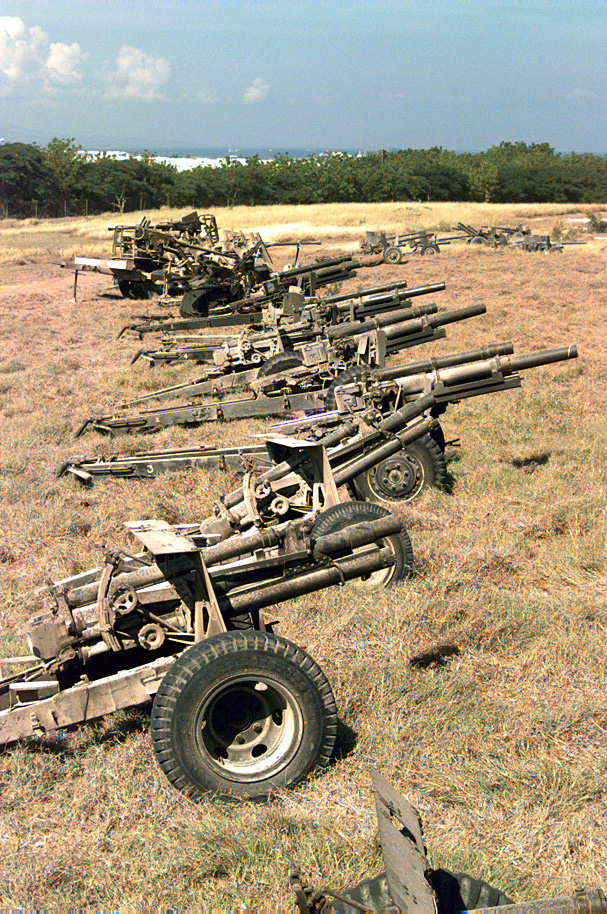
Artillería del ejército haitiano el 24 de septiembre de 1994.

### Orígenes
Los orígenes del ejército de Haití se encuentran en la Revolución haitiana. Una década de guerra produjo un cuadro militar del que surgieron los primeros líderes de Haití. La derrota de los franceses demostró la considerable capacidad estratégica y la capacidad táctica de Haití, pero la victoria de Haití no se tradujo en un gobierno nacional exitoso o una economía fuerte. Al carecer de una constitución sólida, Haití generalmente se gobernaba por la fuerza. Las fuerzas armadas, que se habían unido contra los franceses, se fragmentaron en facciones regionales en guerra. Los militares muy pronto tomaron el control de casi todos los aspectos de la vida haitiana. Los oficiales asumieron la responsabilidad de la administración de justicia y la gestión municipal. Según un diplomático haitiano, el país fue en sus primeros días "un inmenso campamento militar". Sin instituciones civiles viables, Haití era vulnerable a las personalidades militares, que definieron permanentemente el estilo de gobierno autoritario, personalista y coercitivo de la nación.

### sigloXIX
La defensa de Haití fue víctima de los caprichos políticos. La preparación para la batalla y el inicio de proyectos de ingeniería relacionados con la defensa a principios del siglo XIX resultaron ser una costosa preparación para el conflicto contra los ejércitos fantasmas. Los proyectos de ingeniería incluyeron la construcción de la ciudadela de La Ferrière en el norte de Haití. Poco después, Haití dirigió su atención hacia el resto de la isla de La Española, que Haití controló entre 1822 y 1844. Sin embargo, el control de toda la isla agotó el tesoro nacional e indujo el letargo en los veteranos de batalla de las guerras de independencia.
A mediados del siglo XIX, la inestabilidad prolongada debilitó a los militares. A fines del siglo XIX, las fuerzas armadas de Haití se habían convertido en poco más que una milicia indisciplinada, mal alimentada y mal pagada que cambió sus lealtades a medida que se ganaban o perdían batallas y cuando los nuevos líderes llegaban al poder. Entre 1806 y 1879, se produjeron 69 revueltas contra los gobiernos existentes; otros veinte levantamientos, o intentos de insurrección, estallaron entre 1908 y 1915.
Durante la segunda mitad del siglo XIX, el ejército falló en proteger al gobierno central o directamente causó el colapso del gobierno. Los movimientos insurgentes rurales liderados por piquets y cacos limitaron la autoridad del gobierno central en las áreas periféricas. Estos grupos llevaron a cabo la guerra en el siglo XX; fueron finalmente sofocados por el Cuerpo de Marines de los Estados Unidos en 1919.
A comienzos del siglo XX, la inestabilidad política de Haití provocó la interferencia de las grandes potencias (Francia, Alemania y Estados Unidos). El creciente interés de Estados Unidos en Haití llevó a la Marina de los Estados Unidos a desplegarse quince veces entre los puertos del país entre 1876 y 1913 para proteger las vidas y propiedades estadounidenses, y los infantes de marina de Estados Unidos ocuparon todo el país entre 1915 y 1934.
La Armada de Haití fue creada en 1860 con la puesta en marcha de un único buque de guerra. Dos buques de guerra adicionales entraron en servicio en 1875, seguido de una corbeta diez años más tarde. Para el año 1900 se han puesto en marcha tres barcos de guerra de construcción británica y francesa. En 1902 la cañonera de Haití Crête-à-Pierrot tuvo un breve contacto con un buque de guerra alemán. El almirante de la flota haitiana, Hammerton Killick, hundió su barco en lugar de rendirse.

### Ocupación estadounidense
Los infantes de marina de Estados Unidos disolvieron el ejército de Haití, que consistía en aproximadamente 9000 hombres, incluyendo 308 generales. En febrero de 1916, se formó la policía haitiana (Gendarmería de Haití). Los marines de los Estados Unidos y los oficiales y suboficiales (suboficiales) de la Armada de los Estados Unidos comandaban el grupo. La Gendarmería intentó garantizar la seguridad pública, inicialmente sometiendo a los cacos; promover el desarrollo, particularmente la construcción de carreteras; y modernizar el ejército mediante la introducción de una estructura de capacitación, un servicio de salud y otras mejoras.
La ocupación de Haití por parte de los Estados Unidos trajo orden y dio como resultado un cierto desarrollo económico y social. Al mismo tiempo, Estados Unidos revisó la infraestructura militar desintegrada de Haití. La gendarmería se convirtió en la Guardia de Haití (en francés: Garde d'Haïti) en 1928; la Guardia formó el núcleo de las fuerzas armadas de Haití después de que terminó la administración de los Estados Unidos. Estados Unidos buscó establecer una fuerza militar moderna y apolítica en Haití. En la superficie, tuvo éxito; la organización, la capacitación y el equipo de la Guardia representaron mejoras sobre las condiciones militares existentes antes de la ocupación.

### sigloXX
Después de que terminó la ocupación de los Estados Unidos, el ejército haitiano recibió la responsabilidad de garantizar la ley y el orden interno. Esta preocupación por la seguridad interna, más que por la externa, perduró a lo largo del siglo XX.
La Guardia Costera de Haití fue creada a fines de la década de 1930.
La Fuerza Aérea de Haití fue creada en 1943.
Haití se convirtió en parte de una serie de acuerdos internacionales, como el Tratado Interamericano de Asistencia Recíproca (TIAR), la Carta de la Organización de los Estados Americanos y la anterior Acta de Chapultepec (1945). Las preocupaciones de seguridad de la nación con respecto a la vecina Cuba y la República Dominicana fueron vistas desde la Segunda Guerra Mundial dentro del marco más amplio de los intereses estratégicos de los Estados Unidos en el Caribe. El hecho de que las Fuerzas armadas desplegara relativamente pocas de sus unidades a lo largo de la frontera con la República Dominicana, a pesar del historial de conflictos con su vecino, refleja las limitadas preocupaciones de seguridad nacional de Haití.

#### Periodo de Duvalier
Después del establecimiento del régimen de Duvalier en 1957, varias amenazas externas tuvieron poco impacto en la seguridad de Haití. El control estricto de los Duvalier eliminó todas las influencias marxistas en el país, minimizando así los efectos de la Revolución Cubana. No fue sino hasta 1986 que un partido comunista, el Partido Comunista Unificado de Haití (en francés: Parti Unifié Communiste Haïtien, PUCH), actuó abiertamente en el país. Cuba ayudó a algunos refugiados haitianos a viajar a Florida en la década de 1980, pero su interés general en los asuntos haitianos no ha sido claro. La gravedad de las crisis políticas y económicas de Haití, junto con el alto perfil de los Estados Unidos en la región, ha limitado la participación de otros países en los asuntos haitianos.
Sin embargo, las amenazas a la seguridad interna de Haití han sido numerosas durante las últimas cuatro décadas. Entre 1968 y 1970, el gobierno rechazó tres invasiones apoyadas por exiliados haitianos. En 1970, la Guardia Costera se amotinó. Los cinco barcos de la Guardia Costera, con poco combustible y municiones, se exiliaron en la base militar de los Estados Unidos en Guantánamo, Cuba. A principios de la década de 1980, las fuerzas militares haitianas y los miembros de los Volontaires de la sécurité nationale (VSN) derrotaron a una pequeña fuerza en el exilio en Ile de la Tortue (isla Tortuga). Un avión lanzó una bomba en el Palacio Nacional en 1982, y un coche bomba estalló cerca en 1983. Los grupos de exiliados, sin embargo, nunca representaron un desafío militar significativo para el ejército y el VSN. El verdadero desafío para estas fuerzas vino en los disturbios domésticos populares que se desarrollaron después de 1984.

#### Periodo post-Duvalier
Después de la caída del régimen de Duvalier en 1986, las Fuerzas Armadas desarrolló un programa para ejercer la dirección política nacional, para restablecer el orden público, y para ganar control sobre el VSN y otros grupos paramilitares, pero la realización de este programa resultó difícil, dada la situación político-económica de Haití y de política exterior.
La principal misión de las fuerzas armadas de Haití a fines de la década de 1980 continuó siendo la seguridad interna. Sin embargo, después de 1986, esta misión entró en conflicto con el papel de liderazgo nacional de las Fuerzas Armadas. Las diferencias generacionales y políticas entre los oficiales y la escasez de recursos para los militares llevaron a una inestabilidad crónica que culminó en golpes militares. Estos golpes provocaron que el gobierno cambiara de manos cuatro veces en 1988. Sin embargo, un quinto golpe a principios de 1989 no logró derrocar al gobierno. Los dos problemas más importantes a los que tuvo que hacer frente  a las Fuerzas Armadas fueron, primero, un comando militar superior dividido y, en segundo lugar, oficiales subalternos sospechosos y personal de NCO. Estos problemas se hicieron evidentes en 1988 cuando Avril expulsó a Namphy y posteriormente despidió a varios oficiales superiores. El grado en que los suboficiales pudieron haber sido manipulados en este proceso y la medida en que los niveles más bajos del ejército habían comenzado a dar forma a sus propias actitudes políticas hizo que algunos observadores dudaran del futuro militar como institución.
Los desafíos que enfrentaba las Fuerzas Armadas a fines de la década de 1980 eran más políticos que militares. Las preguntas más importantes e inmediatas giraron en torno a la capacidad de la institución para gobernar Haití durante un período de transición política y modernización. No quedó claro, a mediados de 1989, cómo y cuándo los militares planeaban transferir el poder a un gobierno civil legítimo. Otro problema importante se refería a las ambiciones políticas personales de algunos comandantes del ejército. Tampoco estaba claro cómo responderían las Fuerzas Armadas a estos desafíos porque la institución no había demostrado capacidades políticas nacionales viables. Las Fuerzas Armadas estaban mal preparadas para este nuevo y amplio papel en la vida nacional porque François Duvalier había limitado severamente su papel en los asuntos gubernamentales.
Otros problemas relacionados con la seguridad incluían el narcotráfico. Los funcionarios de los Estados Unidos han expresado su preocupación por el papel de Haití como principal área de transbordo de narcóticos, principalmente cocaína colombiana con destino a los Estados Unidos. Este papel aparentemente se expandió después de la caída de Jean-Claude. La Administración de Control de Drogas de los Estados Unidos abrió una oficina en Puerto Príncipe en octubre de 1987 para ayudar a las autoridades haitianas a controlar el tráfico de drogas; sin embargo, la falta de una fuerza policial profesional en Haití obstaculizó estos esfuerzos. Las Fuerzas Armadas parecían ambivalentes con respecto a la cuestión de los narcóticos porque la corrupción relacionada con las drogas supuestamente involucraba a cientos de miembros del cuerpo de oficiales y debido a que algunos oficiales resentían la presión de Washington. Avril, sin embargo, intentó aplacar las preocupaciones de los Estados Unidos al despedir a algunos oficiales vinculados con el tráfico de drogas. El más prominente entre los oficiales despedidos fue Paul, un excomandante del Batallón Dessalines, quien fue acusado en marzo de 1988 por un gran jurado de Florida bajo cargos de distribución de cocaína. Haití había firmado un tratado de extradición con los Estados Unidos, pero el acuerdo no cubría los delitos relacionados con narcóticos, por lo que Paul nunca fue juzgado por los cargos.
El servicio continuo de Pablo en el ejército representaba un problema político, y Avril le pidió que se retirara. En noviembre de 1988, sin embargo, Paul murió misteriosamente, posiblemente víctima de envenenamiento. La muerte de Paul eliminó una importante figura de narcóticos y una amenaza potencial para el poder político de Avril.
Las instituciones políticas y civiles, inestables y desestructuradas también socavaron la estabilidad de Haití. Algunos Duvalieristas buscaron usar las fuerzas armadas total o parcialmente para restaurar el Antiguo Régimen. Al mismo tiempo, grupos civiles más orientados a la democracia, todos los cuales carecían de bases institucionales fuertes, continuaron desconfiando del liderazgo político del ejército. La debilidad de la economía y la crítica de los medios internacionales a los asuntos haitianos provocaron problemas financieros y de relaciones públicas para el ejército; y, como el entorno político de Haití seguía siendo volátil y porque el ejército no siempre parecía tener el control del país, Haití se enfrentaba a más disturbios y al posible desarrollo de movimientos insurgentes. Por un lado, las fuerzas armadas de Haití seguían siendo una de las pocas instituciones de magnitud nacional, pero, por otro lado, las fuerzas armadas sufrían un grave deterioro institucional y una menor cohesión. En 1989, el ejército estaba luchando por proporcionar liderazgo político en un momento en que enfrentaba su propia desintegración.

#### Disolución
Después de años de interferencia militar en la política, que incluyó docenas de golpes militares (desde dos intentos de Duvalier en 1958 y 1963 hasta el último en 1991), Haití disolvió sus fuerzas armadas en 1995. La Asamblea Nacional de Haití creó nuevas fuerzas de seguridad civil, con la fuertemente armada Policía Nacional de Haití, y la Guardia Costera de Haití, con la ayuda de los Estados Unidos y las Naciones Unidas. Sin embargo, hasta la fecha no ha habido una enmienda constitucional oficial para abolir el ejército. La Misión de Estabilización de las Naciones Unidas en Haití (MINUSTAH) ha sido autorizada para completar el desarme y la desmovilización de las milicias restantes.
Sin su propio ejército, Haití depende en gran medida de las fuerzas de mantenimiento de la paz de las Naciones Unidas (ONU). La fuerza multinacional ha sido responsable de sofocar los disturbios y prepararse para las elecciones democráticas. Antes de que llegaran fuerzas de la ONU, una fuerza multilateral compuesta por tropas de Canadá, Chile, Francia y los Estados Unidos ayudó a estabilizar el país bajo el liderazgo del presidente interino Boniface Alexandre.
Haití no tiene amenazas externas obvias. Las tensiones han existido desde hace mucho tiempo entre Haití y la República Dominicana, pero la frontera actual se ha fijado desde 1936.

### sigloXXI

#### Reforma
En 2017, se anunció que el gobierno de Haití había lanzado una campaña para restablecer el ejército. Según el anuncio, el gobierno quería reclutar a unos 500 hombres y mujeres, entre las edades de 18 y 25 años, que han aprobado sus exámenes de educación secundaria. El papel del ejército sería ayudar a lidiar en tiempos de desastres naturales y patrullar las fronteras haitianas.

## Equipamiento
El ejército y la fuerza aérea eran las ramas mejor equipadas de las fuerzas armadas, con la marina menos equipada durante años y hasta 1994.
Aeronaves
Muchos de los aviones de la fuerza aérea de Haití fueron donados de segunda mano por Estados Unidos y Francia:
- Cazas F-51D - 6 entregados en 1950 y el último 1973/74 retirado, vendidos a República Dominicana por piezas
- Entrenador  T-28 Trojan de North American Aviation - 12 ex-aviones de la fuerza aérea francesa entregados en 1973
- Cessna O-2A Skymaster - 8 aviones de observación entregados en 1975 y vendidos a República Dominicana por piezas
- Helicópteros de uso general Sikorsky S-55
- Curtiss-Wright C-46 transporte de comando
- De Havilland Canada DHC-2 Beaver / de Havilland Canadá DHC-6 Twin Otter de transporte
- Helicóptero utilitario/entrenador Hughes Helicopters 269C - 3
- Helicóptero de utilidad / entrenamiento Hughes Helicopters 369CC - 2
- Sikorsky S-58T (CH-34 ChoctawC)
- Entrenador Aermacchi SF.260TP Warrior * Cessna 150 - 3 / Cessna 172 Skyhawk entrenador - 1
- Lockheed C-60 Lodestar Lynn Garrison con Cuerpo haitiano d'Aviación Marchetti y tripulación, septiembre de 1990
- Boeing S-307 Stratoliner
- Cessna 310
- Douglas C-47 Dakota
- Beech 58 Barón
- Cessna 402 Utililiner
- IAI 201 Arava
- Piper PA-34 Seneca
- Cessna 303
- Beechcraft Queen Air
- Fairchild PT-19 entrenador

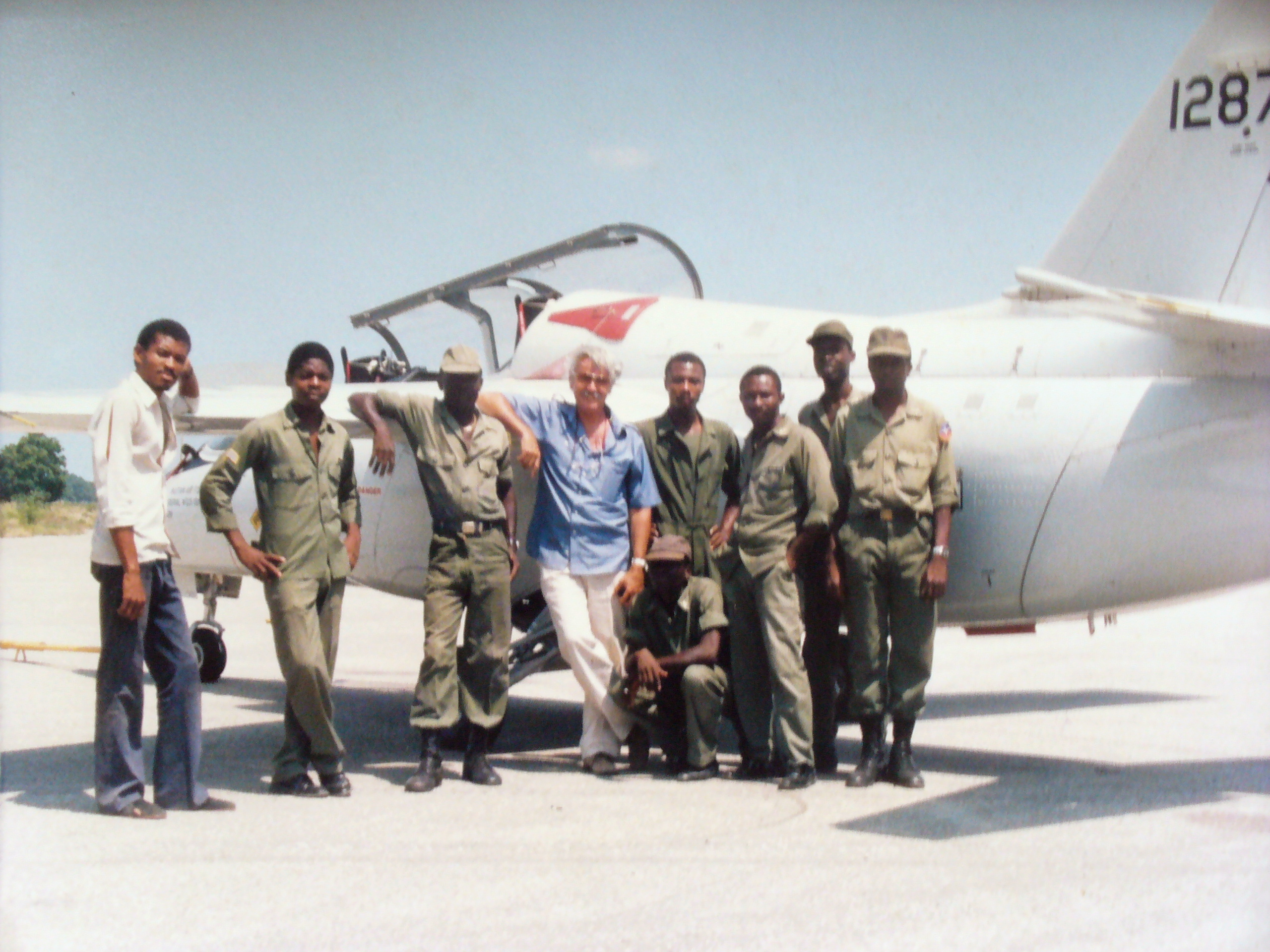
Lynn Garrison con Cuerpo haitiano d'Aviación Marchetti y tripulación, septiembre de 1990

- La aviación norteamericana norteamericana T-6G Texan entrenador
- Vultee Aeronave Vultee BT-13Un Valiant entrenador
- Beech Bonanza F33 entrenador
- SIAI-Marchetti S-211 jet trainer, retirado y puesto a la venta el 23 de abril de 1990, 2 vendidos a empresas privadas de los Estados Unidos y 2 a la Fuerza Aérea de la República de Singapur

Armas / artillería / vehículos blindados
El equipo del último ejército permanente, muchos de los Estados Unidos, fue tomado por el ejército de los EE. UU. En la década de 1990 durante la Operación Uphold Democracy:
- Cadillac-Gage V-100 Vehículo Blindado Ligero
- M1916 75 mm cañones remolcados
- M101 obuses remolcados de 105 mm
- Fusil M16
- Fusil de combate Heckler & Koch G3
- Pistola Beretta M 1951
- Subfusil Uzi

Flota naval
La flota naval haitiana existía a principios del siglo XX y más tarde en el siglo XX. Principalmente una armada ribereña, el poder naval fue dominado por la Armada de los Estados Unidos a principios del siglo XX.
- Fragata Améthyste (1809–?)
- Cañonero Croyant (1903–1908)
- Cañonero Centenaire (1904–1911?)
- Cañonero Vertières (1908–1915)
- Cañonero Pacifique
- Cañonero Liberté
- 260 acero de tonelada cañonero
- Corbeta de hierro
- 2 balandras armadas

Los buques (principalmente cruceros) de la flota que existía en la década de 1980 fueron entregados a la Guardia Costera de Haití después de la disolución de los militares.

## Fuerzas actuales

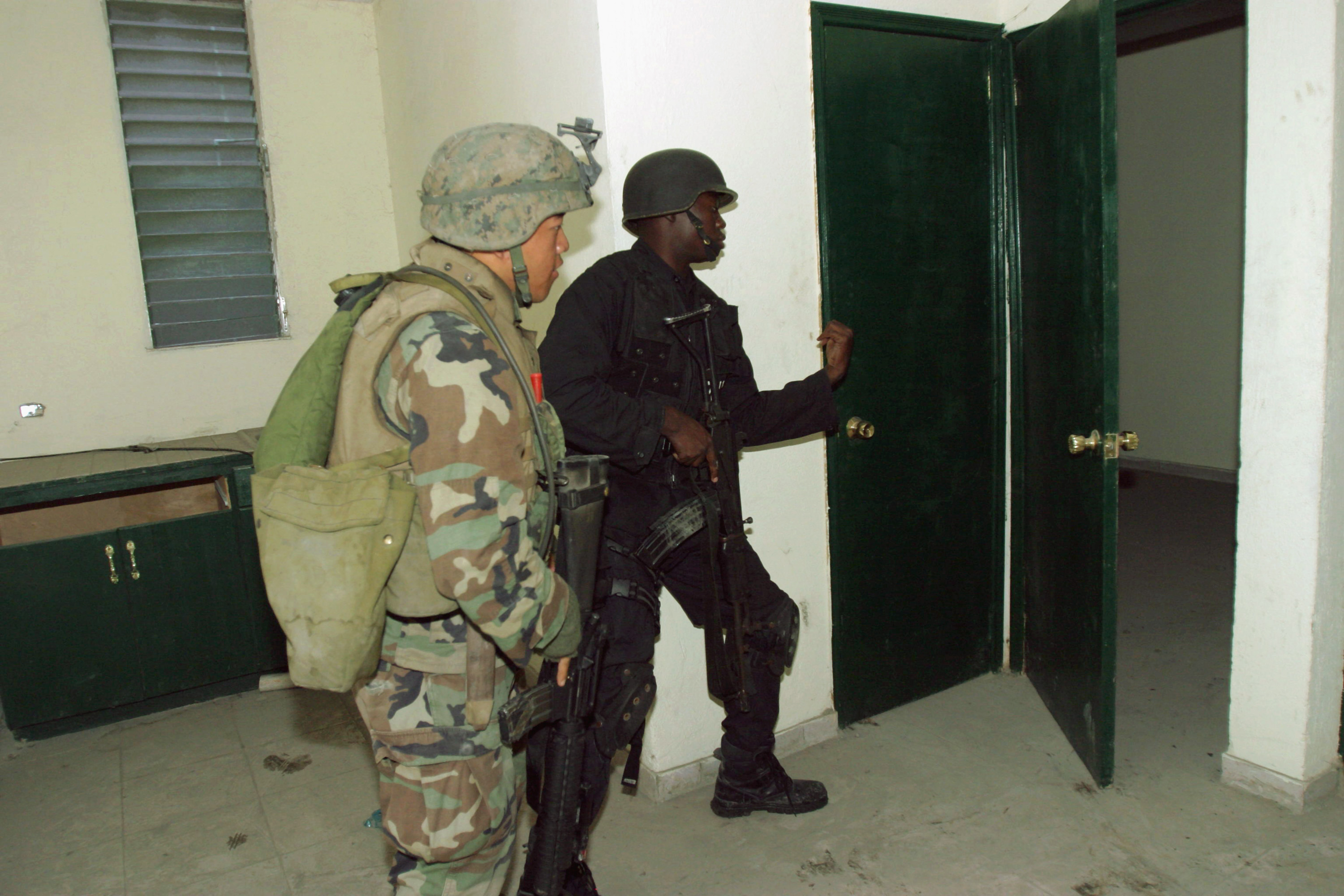
A Haitian SWAT oficial con un marine de EE. UU.

### Fuerza armada de Haití
La fuerza armada Haitiana tiene la tarea de mantener el orden público con la policía, la guardia ciudadanía y proteger la soberanía por aire, marítima, terrestre, con control total de la seguridad de la nación. La Fad'h actualmente cuenta con más de 500 activos con policías militar, 4000 reserva y tiene como objetivo llegar a 10.000 La fuerza consiste en los Servicios Generales y Administrativos, personal militar Administrativa, Judicial, la policía militar para acompañar la población y la Unidad de Protección Presidencial. La Policía militar también tiene varias unidades paramilitares para defensa.
La fuerza armada haitiana usa las siguientes armas por ahora, hay varios proyectos que están en procesos de aprobación para presupuesto militar cada año 1% con objetivo de modernizar la Fad'h 10% PIB en 2038: 
- IMI Galil
- R4 rifle de asalto
- M16 rifle
- Heckler & Koch G3
- FN MAG
- M1918 Browning rifle automático
- T65 rifle de asalto

### Guardia Costera de Haití
La Guardia Costera de Haití está a cargo de la aplicación de la ley, la seguridad y las operaciones de búsqueda y rescate. Se mantiene bases en Puerto Príncipe, Cabo Haitiano, y Jacmel. Está dirigido por el Comandante de la Guardia Costera, un Comandante Asistente, un Gerente de Operaciones y un Jefe de Administración. La fuerza actualmente tiene 19 buques. Oficialmente, es parte de la policía nacional haitiana.

### Estadísticas militares relacionadas
- Mano de obra disponible para el servicio militar: 2.047.083 hombres de 16 a 49 años, 2.047.953 mujeres de 16 a 49 años (estimación de 2008)
- Mano de obra apta para el servicio militar: 1.303.743 hombres de 16 a 49 años, 1.332.316 mujeres de 16 a 49 años (estimación de 2008)
- Mano de obra que alcanza la edad militarmente significativa anualmente: 105655 hombres, 104376 mujeres (estimación de 2008)
- Gasto militar: 0,4% del PIB en 2006

## Fuerzas militares extranjeras
En junio de 2005, el Consejo de Seguridad de las Naciones Unidas autorizó el refuerzo de la Misión de Estabilización de las Naciones Unidas en Haití (MINUSTAH) -desde los 6700 soldados y 1600 policías civiles hasta 7500 soldados y 1900 policías civiles- para proporcionar seguridad durante el período previo a las elecciones nacionales en febrero de 2006. El 6 de junio de 2005, la fuerza militar de la ONU lanzó una serie coordinada de operaciones contra pandillas armadas en Puerto Príncipe. En febrero de 2006, 21 naciones habían aportado personal militar, y 31 naciones habían aportado personal de policía a MINUSTAH. Brasil fue el mayor contribuyente individual de personal militar con 1200 soldados. De febrero a mayo de 2005, el Comando Sur de los EE. UU. Llevó a cabo una misión humanitaria en Haití titulada "New Horizons 2005." El grupo de trabajo construyó escuelas, perforó pozos, proporcionó servicios preventivos de salud y estableció viviendas temporales para niños huérfanos. Participaron tropas de todas las ramas de las fuerzas armadas de los EE. UU.